# Tiaratangara
Tiaratangara (Tiaris olivaceus), tidigare gulstrupig gräsfink, är en fågel i familjen tangaror inom ordningen tättingar.

## Utseende
Tiaratangaran är en mycket liten (cirka 10 cm) finkliknande fågel med konformad grå näbb. Hanen har en karakteristisk huvudteckning med gult på ögonbrynsstreck och strupe som kontrasterar starkt med svart i ansiktet och på bröstet. Resten av fjäderdräkten är olivgrå. Honan är genomgående olivfärgad, men uppvisar en skugga av hanens huvudteckning.

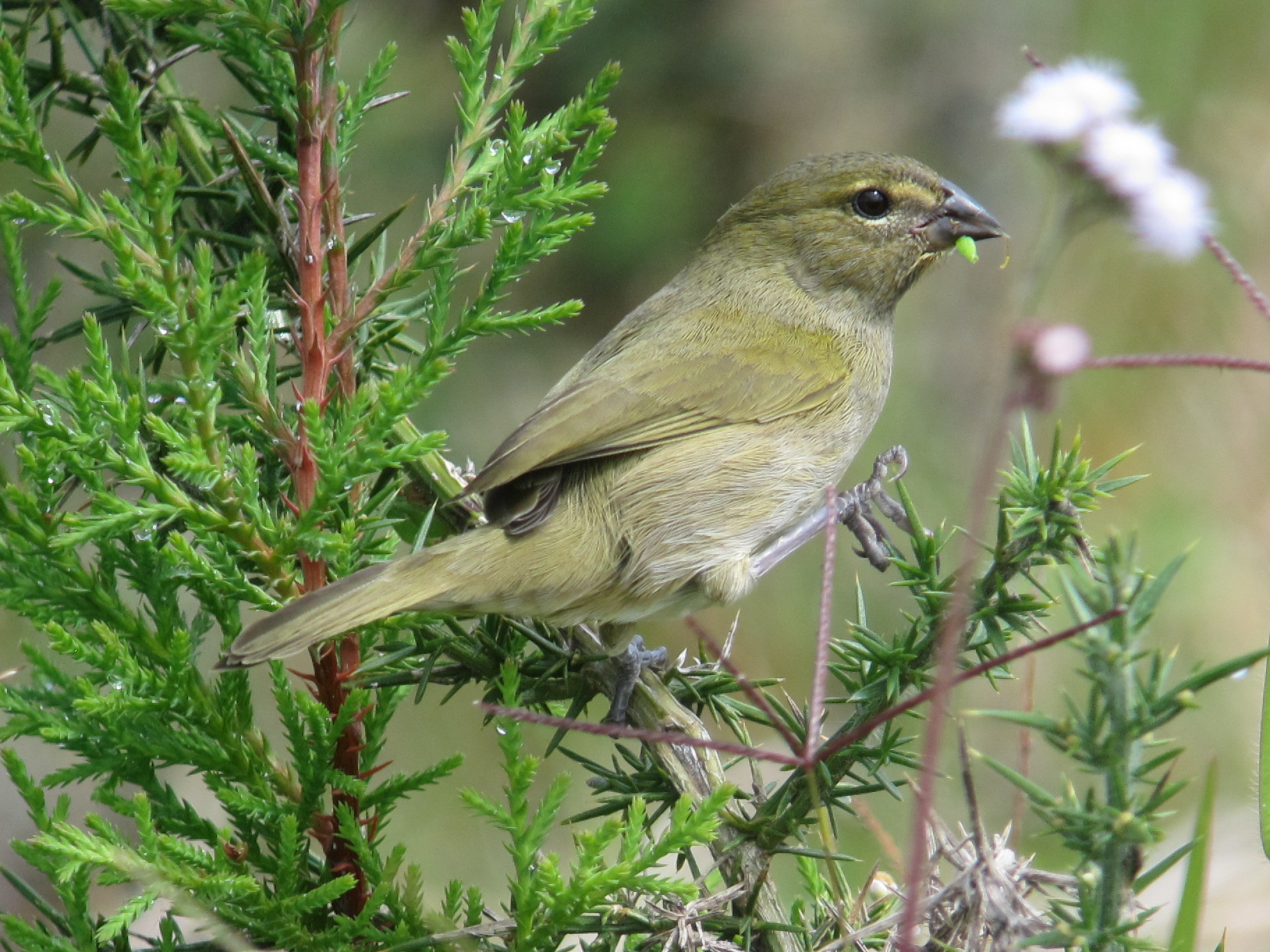

## Utbredning och systematik
Tiaratangaran förekommer i Västindien och från Mexiko söderut till Venezuela. Den delas in i fem underarter med följande utbredning:
- Tiaris olivaceus pusillus – låglänta områden från östra Mexiko till Colombia och västra Venezuela
- Tiaris olivaceus intermedius – Cozumel och Holbox (utanför Yucatánhalvön)
- Tiaris olivaceus ravidus – Coiba (Panama)
- Tiaris olivaceus olivaceus – Kuba, Isla de la Juventud, Jamaica, Hispaniola och Caymanöarna
- Tiaris olivaceus bryanti – Puerto Rico

Arten har på senare tid också expanderat söderut in i Ecuador. Tillfälligt har den påträffats i USA, i södra Texas och Florida.

### Släktskap
Tiaratangaran placerades tidigare, liksom ett stort antal andra neotropiska finkliknande fåglar, i familjen fältsparvar (Emberizidae), men förs numera till tangarorna (Thraupidae). Arten placeras i släktet Tiaris och är typarten för släktet. Genetiska studier visar dock att arterna i släktet inte är varandras närmaste släktingar. Övriga arter i Tiaris har därför lyfts ut till andra släkten, varvid tiaratangaran står kvar som ensam art.

## Levnadssätt
Tiaratangara är en vanlig art som påträffas i öppna gräsmarker, betesmarker, hyggen och på vägrenar. De rör sig ofta i lösa flockar, ofta med andra arter, på jakt efter gräsfrön.

## Status och hot
Arten har ett stort utbredningsområde och tros öka i antal. Internationella naturvårdsunionen IUCN listar den därför som livskraftig (LC). Beståndet uppskattas till i storleksordningen fem till 50 miljoner vuxna individer.